# Damián García
Pour les articles homonymes, voir García.
Sergio Damián García Graña, plus simplement connu sous le nom de Damián García, né le 15 juillet 2003 à Canelones, est un footballeur uruguayen qui joue au poste de milieu défensif au Shabab AlAhli Dubai FC

## Biographie

### Carrière en club
Né à Canelones en Uruguay, Damián García est formé par le CA Peñarol. Il s'y illustre en équipe de jeunes, remportant la Copa Libertadores des moins de 20 ans avec le brassard de capitaine pour la finale,.
Il participe ainsi même à la première édition de la Coupe intercontinentale des moins de 20 ans,.
Dès 2022, il est présent sur la liste de l'équipe première pour la Copa Libertadores senior.

### Carrière en sélection
En juin 2022, Damián García est convoqué pour la première fois avec l'équipe d'Uruguay des moins de 20 ans, prenant part au match amical contre l'Équateur, premier sous l'égide du sélectionneur Marcelo Broli.
Le septembre suivant, il prend part aux Jeux sud-américains avec les jeunes uruguayens.
En décembre 2022, il est encore présent avec les moins de 20 ans, pour les matchs amicaux contre le Pérou.
Le 3 janvier 2023, il est appelé par Marcelo Broli pour le Championnat d'Amérique du Sud des moins de 20 ans qui commence à la fin du mois,. Il s'illustre dès le premier match contre le Chili, marquant le dernier but de cette victoire 3-0.
L'Uruguay termine deuxième du championnat, ne cédant sa première place au Brésil que lors de la dernière journée, à la faveur d'une défaite contre ces derniers,,.

## Palmarès
CA Peñarol
- Copa Libertadores -20
  - Vainqueur en 2022

 Uruguay -20 ans
- Championnat d'Amérique du Sud
  - Vice-champion en 2023